# For the Dreamers
For the Dreamers è il nono album in studio della cantautrice americana Ingrid Michaelson. È stato pubblicato il 23 agosto 2024 attraverso l'etichetta di Michaelson Cabin 24 Records.
For the Dreamers ha debuttato e raggiunto la posizione numero 20 nella classifica statunitense Top Jazz Albums. Ha raggiunto anche la posizione numero 15 nella classifica degli album di jazz tradizionale di Billboard.

## Tracce
1. Wait There for Me – 3:13 (Ingrid Michaelson, Juan Ariza)
2. Love Is (with Jason Mraz) – 2:35 (Michaelson, ArizaNicole "Kole" Cohen)
3. We Belong – 3:16 (Michaelson, Ariza, Trent Dabbs, Nick Lobel)
4. A Dream Is a Wish Your Heart Makes (with Sneha) – 2:29 (Mack David, Al Hoffman, Jerry Livingston)
5. If This Is Love (For the Dreamers version) – 3:37 (Michaelson)
6. What a Wonderful World – 2:27 (Bob Thiele, George David Weiss)
7. Grow Up – 2:56 (Michaelson)
8. Only You (with Juan Ariza) – 3:08 (Michaelson, Ariza)
9. You Make Me Feel So Young – 2:48 (Josef Myrow, Mack Gordon)
10. Hallelujah – 3:09 (Michaelson)
11. It Never Ends – 3:59 (Michaelson, Amy Stroup, Anna Schulze)
12. Backyard – 2:40 (Michaelson, Ariza)